# Taylor Hart
Taylor Hart (Tualatin, 22 febbraio 1991) è un giocatore di football americano statunitense che gioca nel ruolo di offensive tackle per i Philadelphia Eagles della National Football League (NFL). Fu scelto nel corso del quinto giro (141º assoluto) del Draft NFL 2014. Al college giocò a football all'Università dell'Oregon.

## Carriera professionistica

### Philadelphia Eagles
Hart fu scelto nel corso del quinto giro del Draft 2014 dai Philadelphia Eagles. Debuttò come professionista subentrando nella vittoria della settimana 1 contro i Jacksonville Jaguars.